# Мелик Гази
Эмир Гази, или Мелик Гази (тур. Emir Gazi, Melik Gazi; ? — 1134) — третий правитель государства Данышмендидов, сын Гюмюштегина Гази и внук основателя эмирата и династии Данышменда Гази.
Эмир Гази вмешался в споры о престолонаследии сыновей султана Рума Кылыч-Арслана I после его смерти в 1107 году и поддержал Месуда I. В правление Эмира Гази Данышмендиды стали самыми могущественными правителями Анатолии, ему принадлежали все земли сельджуков в Анатолии, кроме Коньи и её окрестностей. Эмир Гази сражался с армянами Киликии, крестоносцами и византийцами. Боэмунд II Антиохийский погиб в битве с отрядом Эмира Гази. За победы над христианами аббасидский халиф аль-Мустаршид Биллах и великий сельджукский султан Санджар прислали Эмиру Гази знаки суверенитета: знамя, барабан (в который перед ним били, как перед султаном) и золотой скипетр. Поэтому Данышмендиды после Эмира Гази носили титул Мелик, а его самого называют Мелик Гази.

## Проблема идентификации
Уже Ибн Биби (ум. 1282) показал на примерах, насколько двусмысленной и запутанной была история Данишмендидов к концу XIII века.
В. Гордлевский, Ф. Успенский, А. Мордтман, Т. Райс, С. Рансимен и К. Босуорт полагали, что Мелик Гази и его отец Гюмюштегин Гази — одно лицо. Они называли его Гюмюштегин Ахмед Мелик Гази, Гюмюштегин Мелик Гази или Амир Гази Гюмюш-тегин. Гордлевский и Успенский писали, что Ахмед правил в 1083—1106 годах. Г. Шлюмберже считал одним лицом Мелика Гази и Мухаммеда. Р. Шукуров называют Данышмендида, правившего в 1104—1134 годах, Гюмюштегином Гази.
По словам турецкого историка М. Демира, всех правителей династии называли Данишменд-бей, эмир Данишменд, мелик Данышменд. Никита Хониат называл Мухаммеда, сына Мелика Гази, «персо-армянин Таисманий».

## Биография
Мелик Гази был старшим сыном второго правителя Данышмендидов Гюмюштегина Гази. В исторических источниках его имя обычно упоминается как Гази или Эмир Гази. Нет никакой информации о жизни Мелика Гази до его правления, кроме того, что сообщает Данышменд-наме. Согласно этому эпосу, Эмир Гази родился в день завоевания Янконие. Дженаби использовал Данишменд-наме как источник и утверждал, что Данишменд завоевал Янконие. В день захвата города ему сообщили, что у него родился сын. Данишменд был рад и победе, и рождению сына — и назвал сына Гази в честь победы.

### Начало правления
Когда в 1104/05 году умер Гюмюштегин, Эмир Гази стал правителем эмирата. Первоначально Эмир Гази признал сельджуков Рума сюзеренами. В 1107 году погиб Кылыч-Арслан I. После его смерти Эмир Гази стал самым могущественным правителем Анатолии.
Воспользовавшись возникшим после смерти Кылыч-Арслана хаосом в Центральной Анатолии, византийский император Алексей Комнин нарушил мир и решил отвоевать отнятые у Византии территории. Великий сельджукский султан Мухаммед Тапар понял серьёзность ситуации и отправил в Анатолию находившегося у него в плену Мелик-шаха, сына Кылыч-Арслана. Прибыв в Конью, Мелик-шах сел на трон и посадил своего брата Месуда в тюрьму. После этого он начал войну против византийского императора Алексея I Комнина. В 1116 году Мелик-шах встретился с императором на переговорах. Во время этих переговоров в Конье против Мелик-шаха был поднят мятеж: по словам Михаила Сирийца, военачальник Мелик-шаха освободил Месуда из тюрьмы и отвёз к Эмиру Гази, который поддержал Месуда с целью вернуть господство Данышмендидов в регионе, после чего они провозгласили Месуда султаном. Мелик-шах на обратном пути от императора попал в руки Месуда, который велел выколоть своему брату глаза, а затем заточил его в тюрьме Коньи (1116). После расправы над Мелик-шахом Месуд получил власть султана. Он женился на дочери Эмира Гази, который стал опекать его как атабек .
Эмир Эрзинджана Исхак Менгюджекид, заключивший союз с графом Эдессы, разорил окрестности Малатьи «пятнадцатого числа месяца адар» 1118 года. В союзе с правившим в Малатье сыном Кылыч-Арслана I Тогрул-Арсланом и его атабеком Артукидом Балаком, в 1120 году Эмир Гази разбил Менгюджекида и его союзника дуку Трапезунда Константина Гавра. По словам Ибн аль-Каланиси, сражение произошло «у крепости Сирман на земле Эрзинджан». В этой битве Гавр и Исхак потерпели тяжёлое поражение и были взяты в плен, погибло пять тысяч греков. Гавр был отпущен за выкуп в тридцать тысяч динаров, а Менгюджекида Эмир Гази отпустил без выкупа, потому что тот был его зятем. Из-за этого между Балаком и Данышмендидом началась вражда.

### Захват Малатьи
Эмир Гази желал вернуть Малатью, но не решался, опасаясь Балака. После его смерти Эмир Гази со своим зятем Месудом 13 июня 1124 года двинулись на Малатью и осадили город. Месуд ранее не трогал Тогрул-Арслана, но он хотел помочь своему тестю, при поддержке которого занял сельджукский престол. Гази осаждал город месяц, после чего оставил на месте своего сына Мухаммеда, а сам вернулся в Сивас. Мухаммед продолжал осаду в течение полугода. В городе начался сильный голод. Цены на хлеб поднялись, но и по этим ценам его трудно было найти. Ели кошек, собак и ослов, не только мясо, но и шкуры. Согласно «Анонимной Сирийской хронике», во время осады в Малатье началась эпидемия чумы. В безвыходной ситуации Тогрул-Арслан обратился за помощью к крестоносцам, но те были заняты осадой Алеппо. 10 декабря 1124 года Тогрул-Арслан тайно бежал из города и укрылся в крепости Масара в окрестностях Малатьи. После того, как Тогрул-Арслан и его мать покинули Малатью, люди открыли ворота городских стен и сдали город Мухаммеду.
После захвата Малатьи отношения Эмира Гази с Артукидами стали ещё более напряженными. Недалеко от Малатьи располагался Хартперт, принадлежавший Артукидам. Им недолго владел Сулейман бен Иль-Гази, который умер в 1124 году. После его смерти Эмир Гази собрался захватить город. Но Артукид Хисн-Кайфы Давуд действовал быстрее и захватил Хартперт. Тогда Эмир Гази напал на Хартперт, разграбил его и угнал в Малатью пленников. Затем он совершил второй набег на регион и захватил укрепленный замок Миншар. Давуд выступил против Эмира Гази, но понял, что не может с ним справиться и сбежал, сжигая деревни.
Месуд после захвата Малатьи оставил её своему тестю Эмиру Гази. Брат Месуда и Тогрул-Арслана Араб, правивший Чанкыры и Кастамону, счёл это предательством, поскольку их отец, Кылыч-Арслан, захватил город у Данышмендидов. После этого Араб начал с Месудом и Гази войну (1126—1127). Тогрул-Арслан действовал вместе с ним. В первой битве он победил, но неизвестно, где она велась из-за недостаточности информации в источниках. Масуд отправился в Константинополь к византийскому императору Иоанну II Комнину, который дал ему армию и золото. Султан сначала отправился к своему тестю. Эмир Гази и Месуд объединили свои силы и двинулись на Араба. На этот раз проиграл Араб. Он бежал к армянскому правителю Киликии Торосу. Затем он вернулся в Анатолию с войском, полученным от Тороса. Летом 1127 года ему удалось обманом захватить в плен Мухаммеда, сына Эмира Гази. Сын Мухаммеда Юнус, правитель Масары, выступил против Араба, чтобы спасти своего отца, но тоже потерпел поражение и был взят в плен. Затем Араб напал на Гази. В битве побеждал Араб, но Гази пошёл на хитрость. Он поставил свой шатер на высоком месте и велел бить в барабаны, как будто Араб потерпел поражение. Услышав барабаны и увидев шатер Гази, его войско воспрянуло духом и разбило силы Араба. Гази помогло то, что густой туман способствовал рассредоточению солдат Араба. Гази преследовал побеждённых и захватил их шатры и коней. Затем Гази двинулся на города, которыми правил Араб, Анкару и Кастамону, и после ожесточённых боёв захватил их. Он освободил своего сына Мухаммеда. Но Араб не отказался от борьбы с Гази и в ответ захватил некоторые его территории и замок сына Гази, Ягана. Гази нагнал Араба и победил его, после чего Араб бежал с поля боя, а Гази разорил его города. Согласно Михаилу Сирийцу, Араб и Гази ещё раз сошлись в битве, в которой Араб проиграл и был вынужден укрыться в Византии у императора Иоанна.
После этого Эмиру Гази принадлежали все земли сельджуков от Евфрата до Сакарьи. Лишь Конью с её окрестностями он оставил своему зятю Месуду I.
По сообщению Бар-Эбрея, в 1128 году Тогрул-Арслан совершил набег на Малатью, но он не смог войти в город и лишь разграбил его окрестности.

### Борьба с Византией и крестоносцами
По словам Михаила Сирийца, византийский наместник по имени Касиан (Casianus) передал находившееся в его управлении черноморское побережье Эмиру Гази. Данышмендид взял Касиана к себе на службу.
Эмир Гази взял Чанкыры и Кастамону и установил свою власть над Каппадокией. Район причерноморья постоянно переходил из рук в руки между Данишмендидами и Византией. Византийский император совершил три экспедиции примерно в 1126, 1130 и 1332 годах. Эмир Гази возвращал земли, захваченные Византией, в ходе встречных кампаний в 1129, 1132, и 1133 годах.

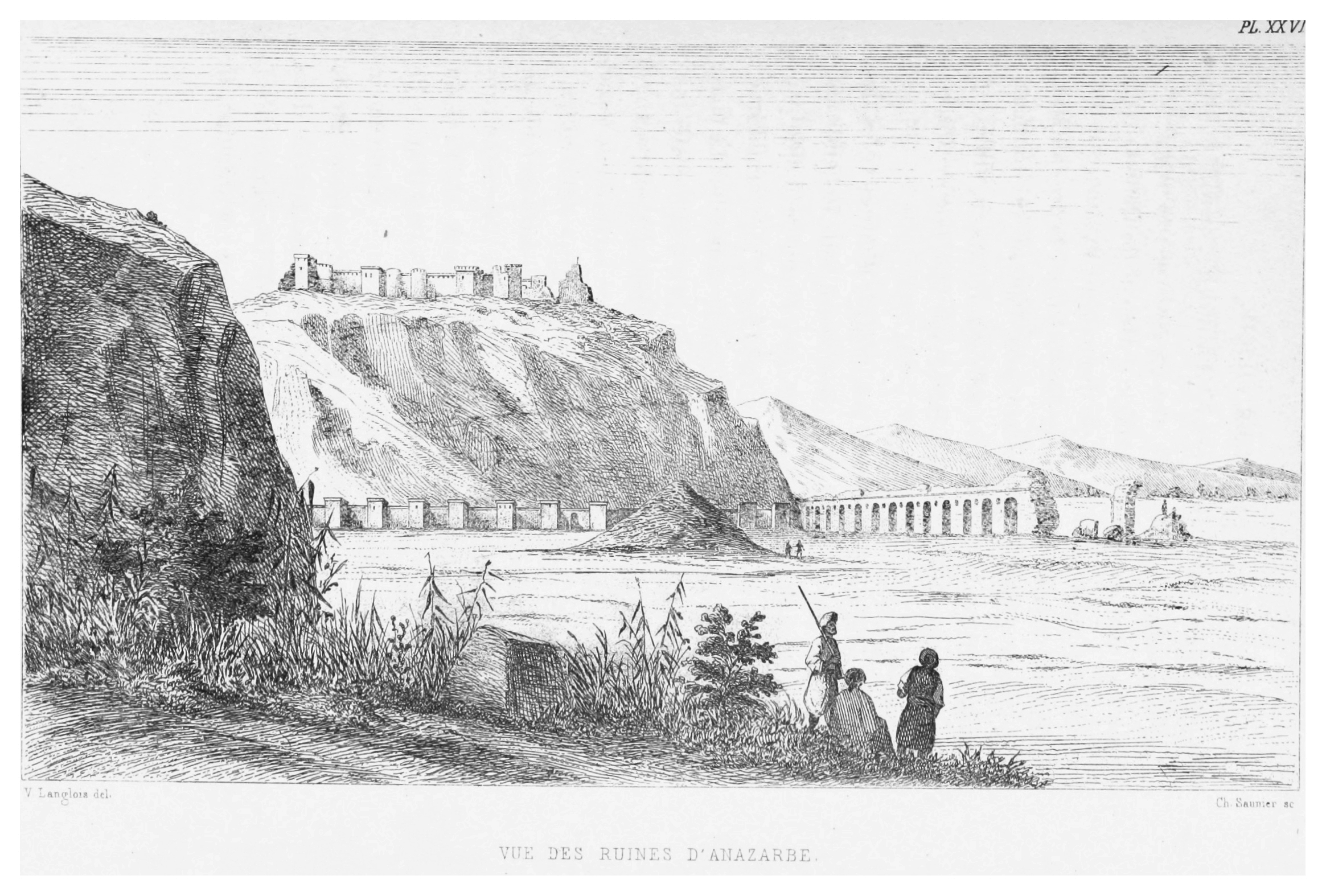
Вид на замок Аназарба в XIX веке

В 1129 году граф Эдессы Жослен I напал на окрестности Дияр-Бакыра и разграбил регион. В 1130 году он захватил Рас аль-Айн, где пленил или убил множество людей. Эмир Гази отправился против него в поход и вторгся на территорию Эдесского графства. Жослен выступил со своим войском навстречу Данышмендиду раненый и на носилках, но в Дюлуке он умер. Узнав об этом, Эмир Гази вернулся, чтобы крестоносцы не смогли говорить, что потерпели поражение из-за смерти правителя.
В 1129/30 году крестоносцы под командованием Боэмунда II Антиохийского воспользовались смертью правителя Киликийской Армении Тороса I и двинулись на Киликию. Эмир Гази выступил против них. В битве на равнине у замка Аназарба он одержал победу и захватил много добычи. В этой битве Боэмунд погиб. По словам Михаила Сирийца, его убили «не опознав». Его мумифицированную голову Эмир Гази отправил аббасидскому халифу аль-Мустаршид Биллаху вместе с дарами.
После смерти Тороса Левон I отравил его сына и занял трон. В 1131 году он напал напал на замок Заманты (замок Меликгази), принадлежавший сестре Эмира Гази. В результате ответного похода Эмира Гази в Киликию Левон I согласился платить ему ежегодную дань. Также по договору Левон должен был препятствовать нападению армян на земли Данышмендидов. Когда Эмир Гази вернулся в Малатью, к нему прибыли Месуд из Коньи и Исаак Комнин из Трапезунда. Из Малатьи Исаак отправился к Левону, женился на его дочери и заключил с ним союз. Однако через некоторое время Исаак поссорился с тестем и бежал обратно к Месуду. Левон не заплатил дань и не мешал нападениям армян. Тем не менее Эмир Гази не пошёл на Левона в поход, поскольку в это время совершал набег на черноморское побережье. Эмир Гази и Месуд осадили на черноморском побережье замок крестоносцев Зинин, но крестоносцы откупились суммой в четыре тысячи динаров. В 1132 году император Иоанн Комнин вернул себе Кастамону. В 1133 году Эмир Гази осадил Кастамону, и люди открыли перед ним ворота города.
Он стал самым влиятельным правителем Анатолии. В 1134 году Эмир Гази умер в Малатье. Считается, что его тело было доставлено в Кайсери и похоронено в построенном им тюрбе (находится в деревне Эмир Гази), которое сохранилось.
У Эмира Гази было четыре сына: Мухаммед, Ягибасан, Яган и Айнуддевле.
В тюрбе нет надписи, которая доказывала бы принадлежность могилы Эмиру Гази, лишь утверждение Х. Эдхема. По его словам, в вакуфном документе Алауддевле Дулкадирида (XV век) упоминается это место с названием Мелик Гази. И Этхем, и М. Х. Йинанч заявляли, что памятники Данышмендидов, относящиеся к этому периоду, не могут быть определены с уверенностью. Т. Озгюч и М. Акок, основываясь на архитектурном стиле, полагали, что тюрбе построено в XII веке.

## Значение
Эмир Гази оказал поддержку Месуду I, благодаря которой тот взошёл на престол. Как благодарность за помощь он получил от Месуда Малатью, Кайсери, Чанкиры, Анкару и Кастамону, а Месуду остались Конья, Нигде, Афьонкарахисар и Аксарай. В конце жизни Гази принадлежали земли от Евфрата до Сангариуса.
Михаил Сириец рассказывал, что в награду за победы над христианами аббасидский халиф аль-Мустаршид Биллах и великий сельджукский султан Санджар прислали Эмиру Гази знаки суверенитета: знамя, барабан (в который перед ним били, как перед султаном), и золотой скипетр и даровали титул Мелик. По словам В. Гордлевского, Эмир Гази «был вознесён над сельджуками Рума». Когда посланники прибыли Эмир Гази был на смертном одре и умер через несколько дней. Посланники передали знаки верховной власти его преемнику, сыну Мухаммеду. Поэтому Данышмендиды после Эмира Гази носили титул Мелик.
Р. Шукуров писал, что первым из Анатолийских эмиров, который начал чеканить монеты был Данышмендид, который правил в 1104—1134 годах. Монеты были с легендой на греческом языке и изображением креста.

## Личность
Согласно Матвею Эдесскому, Эмир Гази при вступлении на трон «тайно предал смерти» одиннадцать своих братьев.
По словам турецкого историка С. Солмаза, Эмир Гази был храбрым, сильным, умным и добродетельным правителем. За время своего правления он обеспечил мир и безопасность на всей территории своей страны и стал самым авторитарным и влиятельным правителем Анатолии, взяв под свой контроль часть земель анатолийских сельджуков. Правление Эмира Гази в Малатье описывают как милосердное, он раздавал крестьянам семенную пшеницу, привёл в город стада овец и волов и одинаково относился к мусульманам и немусульманам. Город начал процветать.

## Комментарии
1. ↑  Ливанский историк М. С. Такуш утверждал со ссылкой на Михаила Сирийца, что после смерти Кылыч-Арслана его сын Месуд жил у Данышмендидов[15]. Т. Райс[англ.] и С. Рансимен так же полагали, что Месуд жил у Данышмендидов[16].
2. ↑  В некоторых источниках тестем Месуда назван Гюмюштекин Гази, поскольку ранее правление Данышменда Гази указывалось до 1104 года, поэтому считалось, что с 1104 по 1134 год правил Гюмюштекин Гази[10].
3. ↑  Согласно Михаилу Сирийцу это произошло в 1119 году[21], согласно Ибн аль-Асиру  — в 1120 году[22].
4. ↑  В переводе Хроники Михаила Сирийца на русский язык указано, что Исхака ибн Менгджука Иль-Гази отпустил без выкупа, «потому что он был его зятем», и из-за этого временно возник конфликт между Балаком и Иль-Гази[21]. Однако Михаил Сириец писал не об Иль-Гази Артукиде, а о Гази Данишменде[27].
5. ↑  Бар-Эбрей писал, что деревня и крепость Масара (Миншар, Мушар, Миншар, Мышар) расположены «ниже монастыря Мар Арон, на благословенной горе, рядом с Мелитеной»[29]. Ж. М. Тьерри[фр.] видел развалины крепости над Евфратом[30].
6. ↑  Эмир Гази пытался ослабить Византию, поддерживая борьбу Исаака против его брата императора[7].